# 甘肃平凉兵变
甘肃平凉兵变，是在1915年2月22日深夜，甘肃平凉驻军因虐待士兵问题而爆发的一场兵变。

## 兵变经过
1915年2月22日，驻守甘肃平凉的振武军第一队士兵，因被军官夏鸿图指使去抬木桌，并受到其辱骂殴打而心生怨恨。22日深夜，该队士兵兵变，占据营房，军械库，杀死夏鸿图。
陇东镇守使吴中英立即调兵镇压，但是由于平时操练完毕之后，士兵枪弹入库，而军械库又被变兵占据，镇压部队枪弹皆不足。因此，多次进攻变兵均告失败。直到凌晨1点多，变兵才撤离营房，军械库，抢劫平凉城内商铺民居60多家，将平凉城洗劫一空。
天亮后变兵逃散。
此时导致平凉镇守使吴中英因镇压不力被甘肃督军撤职，代之以凉州镇总兵，省防协统陆洪涛。